# 반대쪽 지구

반대쪽 지구의 현대적 개념의 다이어그램

반대쪽 지구(고대 그리스어: Ἀντίχθων 안티크톤, 영어: Counter-Earth)는 고대 그리스의 철학자이자 피타고라스 학파인 필롤라오스에 의해 처음 제안된, 태양계 내부에 있는 가상의 천체이다.

## 반대쪽 지구의 제안
기원전 5세기경 몇몇 고대 그리스의 철학자들은 지구가 구형이며, 지구에 있는 물체들은 모두 지구의 중심 방향으로부터 당기는 힘을 받고 있다고 생각하였다. 그들은 또한 별들과 행성들에도 이것이 적용되리라고 생각했는데, 만약 그렇지 않다면 우리 모두는 엄청나게 빠른 속도로 날라가 버릴 것이라고 생각했기 때문이다.
필롤라오스는 지구가 우주의 중심에서 자전만을 하는 것이 아니라 우주의 특정 점을 중심으로 공전하고 있다고 생각했다. 그는 우주에는 존재하지 않는 위와 아래의 개념을 설정했는데, 우주의 모든 물체는 우주의 중심으로 ‘떨어진다’고 한 것이다. 그리고 그는 별들과 행성들은 그 점을 중심으로 공전하고 있다고 하였다. 그는 우리가 그 점을 볼 수 없는 이유는 지구가 평평하며 그 점은 사람들이 살고 있는 반대쪽 면에 위치하기 때문이라고 하였다.
반대쪽 지구는 필롤라오스보다 한 세기 이전에 세워진 피타고라스 학파의 우주론에서 유래한 개념이다. 피타고라스 학파는 네 개의 첫 자연수 1, 2, 3, 그리고 4를 신성시하며 이 수들을 테트락튀스(고대 그리스어: Τετρακτύς)라 불렀는데, 이 테트락튀스를 바탕으로 피타고라스 학파는 자신들의 고유한 우주론을 세웠다. 이 네 수를 모두 더한 값인 10은 피타고라스 학파의 상징 체계에서 완전한 우주를 의미하는 수였다. 따라서 피타고라스 학파는 우주에 10개의 기본 천체가 존재한다고 주장하였으나, 그 당시 알려진 천체는 태양, 수성, 금성, 지구, 달, 화성, 목성, 토성의 8가지밖에 없었다. 그래서 피타고라스 학파는 두 개의 가상의 천체를 추가하였는데 그 중 하나가 바로 반대쪽 지구이며, 다른 하나는 우주의 중심에 있는 가운뎃불(고대 그리스어: πῦρ µέσον 푸르 메손, 영어: Central Fire)이다. 그들은 이 가운뎃불을 여신의 이름이기도 한 헤스티아(고대 그리스어: Ἑστία), 즉 '아궁이'라고도 불렀다.
필롤라오스는 반대쪽 지구와 가운뎃불이 존재한다는 것을 보이기 위해 다음과 같은 논리를 내세웠다. 우주의 모든 천체들은 어느 한 점을 중심으로 공전해야만 한다는 것이다. 그렇지 않으면 천체들은 모두 흩어져 버릴 것이기 때문이다. 이 중심점이 바로 가운뎃불이다. 그리고 지구가 혼자서 가운뎃불을 중심으로 공전하는 것은 불가능한데, 만약 그것이 사실이라면 가운뎃불에 가해지는 힘의 균형이 깨져 우주는 파괴될 것이기 때문이다. 힘의 균형이 맞기 위해서는 지구 반대편에 지구와 같은 무게의 천체가 존재해야 한다. 이것이 바로 반대쪽 지구이다.

## 과학적 분석
만약 실제로 지구 궤도의 반대편에 지구와 비슷한 질량의 천체가 존재한다면, 태양에 가려져 보이지 않을지는 몰라도 그 천체가 다른 천체에 미치는 중력 때문에 결국에는 그 존재를 알 수 있었을 것이다. 하지만 실제로는 그와 비슷한 어떤 효과도 발견되지 않았다. 또 금성이나 화성에 보내진 어떤 탐사선도 그런 효과를 받지 않았다.
또 지구 궤도의 모양은 원이 아니라 타원이다. 거기에 케플러의 제2법칙이 작용하여, 행성의 공전 속도는 늘 일정한 것이 아니므로 지구의 인간들은 가끔씩 반대쪽 지구를 볼 수 있어야 하나 지금까지 그런 일은 없었다. 게다가 지구에서 절대로 보이지 않으려면 반대쪽 지구의 궤도는 지구의 궤도와 같은 것이 아니라 지구의 궤도에 대칭인 모양이어야 한다.
2007년 상반기에 미국 항공우주국의 우주 탐사선 스테레오(STEREO)가 태양-지구의 L3점, 즉 지구 궤도의 반대쪽을 탐사해 보았다. 그러나 그곳에서는 어떤 천체도 발견되지 않았다. 스테레오(STEREO)의 카메라의 감도를 생각해 봤을 때, 지름 100km 이상의 모든 물체는 감지되어야 했다.

## 같이 보기
- 필롤라오스
- 테트락튀스
- 가운뎃불
- 라그랑주점